# 塚地武雅
塚地武雅（1971年11月25日—）是日本男性搞笑藝人及演員，在搞笑二人組「醉龍」中負責裝傻（偶爾會轉為吐嘈），搭擋是鈴木拓。暱稱是「塚っちゃん」。
大阪府阪南市出身，隸屬於人力舍旗下。阪南市立鳥取中學、大阪府立佐野高中、桃山學院大學經濟系畢業。身高168cm、體重90kg，血型是A型。

## 簡歷
塚地的父親武志是高知縣幡多郡黒潮町入野人，母親良子則是鹿兒島縣薩摩川内市下甑町瀬々野浦人。
大學畢業後，塚地先在製販佛壇的八木研公司擔任業務員，24歲時，在家族的強烈反對下仍以成為搞笑藝人為志向而進入人力舍的藝人訓練中心「School JCA」，在那裡結識鈴木拓並於1996年間共組團體。因為他邁入藝界的時間較晚，故對於不可接觸等年齡較小但藝齡較大的藝人仍當作前輩敬重，說話時也會使用敬語。
塚地自2003年開始也以演技受到矚目，在2004年日本電視台播放的劇集「小狗華爾滋」中飾演的是與其搞笑藝人形象完全相反的壞蛋角色。在2006年上映的電影「間宮兄弟」（原作江國香織）當中，他被拔擢與佐々木蔵之介共同主演，並獲得日本權威的電影旬報、藍絲帶獎及毎日電影獎等3座電影獎的新人獎。與他共同主演的佐々木也大力稱讚塚地是「有味道的演技，真的演的很好」。之後也取代山本圭壱在富士電視台的特別連續劇「東京タワー 〜オカンとボクと、時々、オトン〜」中飾演杉本春男一角。之後在2007年更是被拔擢繼任原由蘆屋雁之助在過世前於電視連續劇「裸大將」所飾演的山下清一角、到2009年為止共演出了4部作品。

## 人物
圓臉的特徵讓其在演出漫才段子時負責裝傻。但由於搭擋鈴木是個天然呆，反而常常需要吐嘈對方。
從小就是特攝英雄劇的大粉絲，曾公開表示是「爆龍戰隊爆連者」的女主角いとうあいこ（伊藤愛了）的粉絲。大學學長是「超人力霸王衛司」的演員高峰圭二。此外，他也是桃色幸運草Z的大粉絲。
年輕時有表演過後空翻的紀錄。
2015年11月16日，參與東京電視台播放的醫療節目「主治医が見つかる診療所」，接受了健康檢查，結果被診斷出在大腸後方的盲腸部分有直徑8mm的息肉，以達「腺瘤」的程度，有高度癌化的可能性。

### 得獎經歴
- 第80回電影旬報Best 10新人男演員獎，得獎作品「間宮兄弟」
- 第30回日本電影金像獎新人演員獎，得獎作品「間宮兄弟」
- 第49回藍絲帶獎新人獎，得獎作品「間宮兄弟」
- 第61回毎日電影獎Sponich Grand Prix新人獎，得獎作品「間宮兄弟」

## 演出作品

### 電視連續劇
- 整形美人。（2002年5月，富士電視台）
- 薔薇の十字架（2002年10月－12月，富士電視台）
- いつもふたりで（2003年1月－3月，富士電視台）
- 毛骨悚然撞鬼經驗 特別篇3「半夜的徘徊者」（2003年9月，富士電視台）
- 琉球偉人伝説（2003年10月，富士電視台）
- 曼哈頓愛情故事 第4集（2003年10月－12月，TBS）-飾 計程車乘客
- 小狗華爾滋（2004年4月－6月，日本電視台）- 飾 水無月唱吾
- 牽絆的愛（2005年4月－6月，TBS）-飾 大伴一
- 電車男（2005年7月－9月，富士電視台）-飾 木下寛一
  - 電車男 もう一つの最終回スペシャル（2005年10月6日，富士電視台）
- 東京タワー 〜オカンとボクと、時々、オトン〜（2006年11月18日，富士電視台）-飾 杉本春男
- 即興電視劇 つかじの無我〜12人の証言者〜（2007年4月－7月，WOWOW）-飾 主演・塚地
- 裸の大将 21世紀版（2007年4月－7月，富士電視台）-飾 主演・山下清
  - 「長野編〜放浪の虫が動き出したので〜」（2007年9月1日）
  - 「宮崎編〜宮崎の鬼が笑うので〜」（2008年5月24日）
  - 「山梨編〜富士山にニセモノが現われたので〜」（2008年10月18日）
  - 「火の国・熊本編〜女心が噴火するので〜」（2009年10月24日）
- おいしいごはん 鎌倉・春日井米店（2007年10月－12月，朝日電視台）-飾 米屋店員ゴロー
- 破案天才伽利略 第7集（2007年11月，富士電視台）-飾 菅原滿
- 即興電視劇 囚われつかじ〜13人の容疑者〜（2008年4月－8月，WOWOW）-飾 主演・塚地
- 少年刑警～童顔刑事・柴田竹虎～（2008年7月－9月，富士電視台）-飾 白豚 
  - 童顔刑事! 史上最大的危機特別篇（2009年5月9日）
  - 再見 童顔刑事!特別篇（2010年5月22日）
- 超人ウタダ（2009年1月－3月，WOWOW）- 飾 主演・歌田マモル
- 破案天才奇娜（2009年1月－3月，日本電視台）-飾 工藤真一郎
- 帥哥西裝（2009年3月，富士電視台）-飾 黒杏仁當中的男子
- ハンチョウ〜神南署安積班〜（2009年4月－7月，TBS） -飾 須田三郎
  - ハンチョウ〜神南署安積班〜第二季（2010年1月－3月）
  - ハンチョウ〜神南署安積班〜第三季（2010年7月－9月）
  - ハンチョウ〜神南署安積班〜 第四季 〜正義的代價〜（2011年4月－6月）
- 談判尤物2（2009年10月－12月，朝日電視台）-飾 櫻庭健二
- 笑う女優（2010年1月1日，日本電視台）-飾 朝倉孝太郎
- 世界奇妙物語（富士電視台）
  - 20週年春季特別篇 〜熱門節目競賽篇〜「撫摸大人的戒指」（2010年）-飾 主演・本人
  - '17春之特別篇「變色龍演員」（2017年）-飾 鍋島直樹
- 我家的歷史 第3夜（2010年4月11日，富士電視台）-飾 山下清
- 崖っぷちのエリー〜この世でいちばん大事な「カネ」の話（2010年7月－9月，ABC電視台）-飾 鴨田丈一
- 豆腐姉妹（2010年7月－8月，WOWOW）-飾 田中一郎
- 情報之女～國稅局查察官～ 第4集（2010年11月11日，朝日電視台）-飾 小田健太郎
- 靈能力者 小田霧響子的謊言 第7集（2010年11月21日，朝日電視台）-飾 園田和氣
- 美咲 No.1（2011年1月－3月，日本電視台）-飾 梅田
- LADY～最後的犯罪心理搜查官～ 第2集（2011年1月14日，TBS）-飾 德山茂
- 致工藤新一的挑戰書 第2集（2011年7月14日，讀賣電視台）-飾 鷲見治郎
- 謎解きはディナーのあとで 第7集（2011年11月29日，富士電視台）-飾 米山昇一
- 父子情深（2012年1月7日・14日，NHK）-飾 葛原
- くろねこルーシー（2012年1月－3月，神奈川電視台、埼玉電視台 等）-飾 鴨志田賢
- 大河劇（NHK）
  - 平清盛 （2012年）-飾 藤原信頼
  - 西鄉殿（2018年）-飾 熊吉
- 幽靈媽媽搜查線（2012年7月－9月，日本電視台）-飾 高倉太
- 花のズボラ飯（2012年10月－12月，MBS）-飾 ウッチー
- イロドリヒムラ 第10集（2012年12月17日，TBS） -飾 警官
- おとりよせ王子 飯田好実（2013年4月－7月，名古屋電視台）-飾 主任・久保田勝利
- Legal High 第3集（2013年10月23日，富士電視台）-飾 熊井健悟
- 黒猫、ときどき花屋 第7集（2013年11月12日，NHK BS Premium）-飾 センセイ
- マチカドラマ「男のケジメ」（2014年3月9日，關西電視台）-飾 主演
- 王牌女行員花咲舞（2014年4月－6月，日本電視台）-飾 芝崎太一 
  - 王牌女行員花咲舞 第二季（2015年7月－9月）
- なぜ少女は記憶を失わなければならなかったのか?〜心の科学者・成海朔の挑戦〜（2014年10月1日，日本電視台）-飾 安藤二郎
- 晨間劇（NHK）
  - 小希的洋菓子（2015年3月－9月）-飾 寺岡真人
  - 小女侍（2021年）-飾 花車当郎
  - 如虎添翼（2024年）-飾 雲野六郎
- 月曜ゴールデン 伝説の監察医 オニグマの事件簿2（2015年6月1日，TBS）-飾 花田卓
- ボクの妻と結婚してください。（2015年5月－6月，NHK BS Premium）-飾 イカ大王
- 癒し屋キリコの約束（2015年9月，富士電視台）-飾 谷下田修造
- 孤獨的美食家 Season5 第9集（2015年11月28日，東京電視台）-飾 山崎
- 怪盜 山貓（2016年1月－2月，日本電視台）-飾 細田政生
- 金の殿 〜バック・トゥ・ザ・NAGOYA〜 （2017年1月2月，CBC電視台）-飾 星野織部
- 怪獸俱樂部〜空想特撮青春記〜（2017年6月，MBS、TBS）-飾 キャップ
- 搶救老公大作戰 第9集（2017年9月9日，日本電視台）-飾 吉田武史
- 99.9 不可能的翻案 第二季 第4集（2018年1月28日，TBS）-飾 足立靖男
- 女王偵訊室 第三季（2019年4月－6月，朝日電視台）-飾 玉垣松夫
  - 女王偵訊室 第四季（2021年7月－9月）
  - 新春特別篇（2022年1月3日）
- Grand Maison東京 最終話（2019年12月29日，TBS）-飾 壽司店師傅
- 派遣女王（2020年6月－8月，日本電視台）-飾 宇野一平
- 作家刑事 毒島真理（2020年11月30日，東京電視台）-飾 只野英郎
- 遊戲之子（2022年10月－12月，TBS）-飾 各務英次
- STAND UP START（2023年1月18日－3月29日，富士電視台）-飾 武藤浩
- BRUSH UP LIFE 第4集・第9集（2023年1月29日・3月5日，日本電視台） -飾 塚地武雅（本人）
- 獻給國王的無名指（2023年4月18日－6月20日，TBS）-飾 羽田金太郎
- 勿說是推理 特別篇（2023年9月9日，富士電視台）-飾 桐江（坂卷行人）
- 將冒險裝進口袋（2023年10月20日－12月22日，東京電視台）-飾 宿谷浩一
- 新宿野戰醫院（2024年7月3日－9月11日，富士電視台）-飾 堀井忍
- 天久鷹央的推理病歷簿 第1集（2025年4月22日，朝日電視台）-飾 香川昌平

### 電影
- 海底總動員（2003年、華特迪士尼）-飾 カニ
- 劇場版 仮面ライダー響鬼と7人の戦鬼（2005年、東映）-飾 役人
- 間宮兄弟（2006年5月）-飾 間宮徹信
- 甲蟲王者（2007年、松竹）-飾 スジブトヒラタクワガタ（獻聲）
- 如月疑雲（2007年6月）-飾 安男
- 帥哥西裝（2008年11月）-飾 大木琢郎
- 交渉人 THE MOVIE タイムリミット高度10,000mの頭脳戦（2010年2月）-飾 櫻庭健二
- 俏妞出招（2011年4月）-飾 TSUKAXILE
- 甜密小天使（2012年9月）-飾 守衛
- 黑貓露西（2012年10月）-飾 主角 鴨志田賢
- グッモーエビアン!（2012年12月）-飾 學年主任カニ
- げんげ（2013年10月19日）-飾 主角 田中洋平
- MIRACLE デビクロくんの恋と魔法（2014年11月）-飾 夢野森
- 所羅門的偽證 前篇・事件 / 後篇・裁判（2015年3月7日・4月11日、松竹）-飾 淺井洋平
- 劇場版 假面騎士Drive Surprise Future（2015年8月、東映）-飾 トラッカー
- TOKYO CITY GIRL（2015年9月5日）-飾 諮商者[3]
- の・ようなもの のようなもの（2016年1月16日） -飾 澡堂裡的男性
- 請叫我英雄（2016年4月23日）-飾 三谷
- 高台家的人們（2016年6月4日）-飾 脇田実
- 嘘八百（2018年1月）-飾 田中四郎
- 屍人莊殺人事件（2019年12月13日） -飾 出目飛雄
- 嘘八百 京町ロワイヤル（2020年1月31日） -飾 田中四郎
- 樹海村（2021年2月5日） -飾 野尻雄二
- 梅切らぬバカ（2021年11月12日） - 山田忠男
- 彬與瑛（2022年8月26日、東寶） -飾 保原茂久
- 女王偵訊室 THE FINAL（2023年6月16日、東寶） -飾 玉垣松生

### 舞台劇
- ライクドロシー（2013年11月8日 - 12月7日、森崎事務所）-飾リオ

### 網路劇
- 沒有季節的小墟（2023年8月9日 - 、Disney+）-飾 沢上良太郎

### 綜藝、新聞節目
- 恋愛新党 （2008年4月 - 2008年9月、日本電視台）
- IPPONグランプリ 秋の陣（2010年10月5日、富士電視台）
- オモバカ8 第2回オモバカ王座決定トーナメント（2010年10月12日、富士電視台）
- 鶴瓶のスジナシ!（2010年12月21日、CBC電視台）
- 人志松本のすべらない話 Merry Christmas！聖夜スペシャル（2010年12月25日、富士電視台）
- オモバカ8 オモバカDynamite!! 笑いのチカラ（2010年12月30日、富士電視台）
- ダウンタウンのガキの使いやあらへんで!! 絶対に笑ってはいけないスパイ24時（2010年12月31日、日本電視台）
- フットンダ（中京電視台）
- 人志松本の○○な話（富士電視台）
- 雑学王3時間スペシャル（2011年3月24日、朝日電視台）
- はなまるマーケット （2011年4月25日、はなまるカフェゲスト、TBS）
- スター☆ドラフト会議（2011年6月7日・2011年7月5日、日本電視台）
- 二人の食卓 〜ありがとうのレシピ〜（2011年8月27日、朝日電視台）
- ぐるぐるナインティナイン （日本電視台）
- 雨上がり決死隊のトーク番組アメトーーク!（朝日電視台）
- 日村・土田・塚地の爆笑TEPPANストリート（2012年1月2日、NHK）
- スタジオパークからこんにちは（2012年1月12日、2015年4月2日、NHK）
- NHK紅白歌合戦（2013年12月31日 - 2015年12月31日、NHK）
- 相葉マナブ（朝日電視台、2013年4月21日 -　2015年12月6日）
- PS純金（中京電視台）

### 固定班底節目
- 東京暇人（2012年10月6日 - 、日本電視台）
- ザキ山小屋（2014年10月-、朝日放送） - MC
- Honda Smile Mission（2016年4月- 、TOKYO FM） - 隔週出演
- LIFE!〜人生に捧げるコント〜（2012年9月1日 - NHK BSプレミアム→NHK総合）-不定期播放
- イケメンPLANET（2017年11月 -、TSUTAYA TV）-  MC

### 宣傳影片
- RIP SLYME「Hey,Brother」（影像取自電影「間宮兄弟」）

### CD
- 塚地武雅・堤下敦・梶原雄太/言いたいことも言えずに（2005年8月31日） 
  - 「 はねるのトびら」中的樂團「ブサンボマスター」所演奏的曲目。
- Missing Linkと塚地武雅（ドランクドラゴン）/マイ★レボリューション（2008年10月29日） 
  - 電影「帥哥西裝」的主題曲。
  - 是渡邊美里的代表曲目「My Revolution」翻唱曲。
- イカ大王(塚地武雅)/イカ大王体操第2（2015年9月2日）
  - 是「LIFE!〜人生に捧げるコント〜」中的「イカ大王」角色的曲目。
    - 作詞・作曲／槇原敬之
    - 填詞／ケント・モリ

### 廣告
- 青山商事（2008年）-青山洋服「帥哥西裝」活動，與谷原章介共同演出。
- 吉野家（2009年）-與佐藤隆太、市川由衣共同演出。
- メタバリアNEO（2010年、富士フイルム）-與堀北真希共同演出。
- 黒烏龍茶（2013年、サントリー）-與生瀬勝久、田口浩正、松崎しげる共同演出。
- 東京新聞（2017年、中日新聞社）-2017年東京新聞的形象角色，與杉咲花共同演出[4]

## 附註
1. ↑  . TVでた蔵. ワイヤーアクション.   [2015-11-17]. （原始内容存档于2015-12-17）.
2. ↑  DVD『火の位』〜「娘さんをください」参照
3. ↑  . お笑いナタリー. 2015-06-30  [2015-06-30]. （原始内容存档于2020-11-24）.
4. ↑  . 東京新聞ほっとweb.   [2017-04-11]. （原始内容存档于2017-07-06）.

## 外部連結
- プロダクション人力舎オフィシャルウェブサイト ドランクドラゴンプロフィール （页面存档备份，存于）